# Radio 5 (Satellit)
Radio 5, Radio Sputnik 5 oder RS-5 ist ein sowjetischer Amateurfunksatellit, der vom zentralen Radioklub der DOSAAF entwickelt und gebaut wurde. RS-5 trägt einen Lineartransponder für den Mode A.

## Mission
Der Satellit wurde am 17. Dezember 1981 gemeinsam mit RS-3, RS-4 und RS-6 bis RS-8 mit einer russischen Kosmos-3M-Trägerrakete vom Kosmodrom Plessezk in Russland gestartet. Als Kommandostation wurde RS3A in Moskau benannt.
Am 8. Januar 1985 wurde über RS-5 ein Entfernungsrekord über 3484 km zwischen den Stationen N9CUE in Indianapolis (EM69xq) und HP1AC in Panama (FJ09gb) registriert.

## Frequenzen
- 145,910 … 145,950 MHz Uplink
- 29,410 … 29,450 MHz Downlink
- 29,331-MHz-Bake 1
- 29,452-MHz-Bake 2